# Big Hardee
La Big Hardee es un tipo de hamburguesa de marca registrada que se sirve en el restaurante de comida rápida Hardee's. El Big Hardee original fue introducido en el mercado estadounidense en el año 1995 y fue diseñada para competir con otras opciones de las princiapales cadenas, como el Big Mac de McDonald's o el Whopper de Burger King . Se trata de una de las grandes hamburguesas que puede servirse como una cheeseburger de 730 calorías, 51 gramos de grasa y cerca de 36 gramos de proteínas.

## Características
El Big Hardee™ contiene el apilamiento de tres patties, dos rodajas de queso americano y una hoja de lechuga aliñada con la salsa pungente denominada Big Twin – todo ello cubierto en dos panes decorados por semillas.